# Promenade en barque
Promenade en barque – ou en anglais The Boating Party – est une peinture à l'huile de 1893 de l'artiste américaine Mary Cassatt. Elle fait partie de la collection de la National Gallery of Art à Washington depuis 1963,. 
Cassatt peint Promenade en barque durant l'hiver 1893-1894 à Antibes, sur la Côte d'Azur, elle a alors 49 ans. Cassatt a passé janvier et février 1894 à la villa « La Cigaronne », au Cap d'Antibes avec sa mère,. l'année 1893 avait été couronnée de succès pour elle : elle avait achevé la peinture murale Modern Woman, commandée pour le Woman's Building à l'Exposition universelle de Chicago en 1893 ; son exposition en 1893 à la galerie Durand-Ruel, avec 98 œuvres, avait été bien accueillie), et l'État français avait décidé d'acheter une de ses peintures pour le Musée du Luxembourg. 

## Description
Promenade en barque représente une femme, un bébé et un homme inconnus dans une barque équipée d'une voile. L'embarcation a une poupe de canoë et se présente de trois quarts. L'intérieur du bateau est jaune. C'est une peinture inhabituelle dans l'œuvre de Cassatt. Bien qu'elle montre le thème familier dans l'œuvre de l'artiste d'une mère et d'un enfant, la plupart de ses autres peintures sont situées en intérieur ou dans des jardins. C'est également l'une de ses plus grandes peintures à l'huile.

## Influences

### Gravure sur bois japonaise
En 1890, Cassatt a visité la grande exposition d'estampe japonaise aux Beaux-Arts de Paris,. Mary Cassatt possédait des estampes japonaises d'Utamaro. L'exposition d'art japonais de Durand-Ruel fut également d'une importance capitale pour Cassatt. 

### Manet
Frederick A. Sweet suggère que Cassatt peut avoir été inspiré par En bateau d'Édouard Manet. 

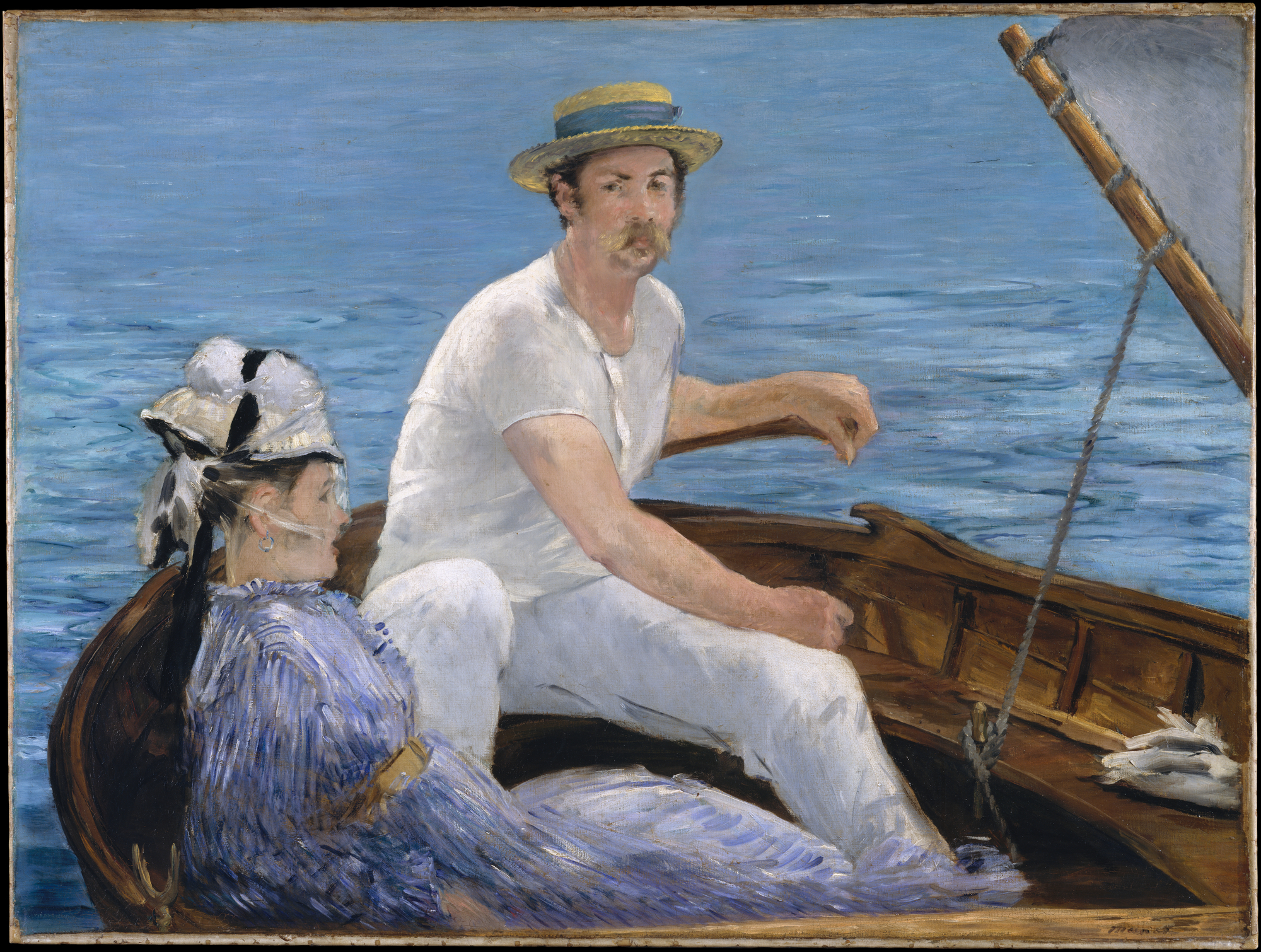
En bateau, 1874, Édouard Manet.

En bateau a été exposée à l'Exposition impressionniste de 1879, où elle n'a pas été bien accueillie. Cassatt a cependant convaincu son amie Louisine Havemeyer de l'acheter. Une grande partie des œuvres de la collection Havemeyer a été léguée au Metropolitan Museum, mais certaines œuvres ont été laissées aux enfants Havemeyer et se sont depuis retrouvées ailleurs. 

## Analyse
L'historienne de l'art et administratrice de musée Frederick A. Sweet la considère comme « l'une des peintures les plus ambitieuses qu'elle ait jamais essayées ». Son analyse de 1966 met l'accent sur l'équilibre entre la « puissante silhouette sombre du batelier », l'angle entre l'aviron et le bras qui « pousse puissamment au centre de la composition vers la mère et l'enfant » qui sont au contraire des silhouettes « délicates et féminines ».
Cassatt a placé l'horizon en haut du cadre comme il est coutume de le faire dans l'art japonais. 

## Héritage
En 1966, la peinture est apparue sur un timbre-poste américain. 